# Colville Range
Colville Range är ett berg i Kanada.   Det ligger i provinsen British Columbia, i den sydvästra delen av landet, 3 800 km väster om huvudstaden Ottawa. Toppen på Colville Range är 559 meter över havet, eller 81 meter över den omgivande terrängen. Bredden vid basen är 0,71 km. Colville Range ligger vid sjön Nepah Lagoon.
Terrängen runt Colville Range är kuperad åt sydväst, men åt nordost är den bergig.Trakten är glest befolkad. 
I omgivningarna runt Colville Range växer i huvudsak barrskog.